# Сан-Жозе-де-Сан-Лазару
Сан-Жозе-де-Сан-Лазару (порт. São José de São Lázaro)  —  район (фрегезия) в Португалии,  входит в округ Брага. Является составной частью муниципалитета  Брага. Находится в составе крупной городской агломерации Большое Минью. По старому административному делению входил в провинцию Минью. Входит в экономико-статистический  субрегион Каваду, который входит в Северный регион. Население составляет 14 830 человек на 2001 год. Занимает площадь 1,72 км².
Покровителем района считается Святой Иосиф и Святой Лазарь (порт. S. José de S. Lázaro).

## История
Район основан в 1747 году

## Демография
| 1970  | 1981   | 1991   | 2001   |
| 7 760 | 10 839 | 14 891 | 14 830 |